# Thomas Cook (entreprise)
Pour le fondateur, voir Thomas Cook.
 (juillet 2013).
Si vous disposez d'ouvrages ou d'articles de référence ou si vous connaissez des sites web de qualité traitant du thème abordé ici, merci de compléter l'article en donnant les références utiles à sa vérifiabilité et en les liant à la section « Notes et références ».
Thomas Cook Group était une entreprise britannique du secteur touristique, originellement créée vers le milieu du XIXe siècle en Angleterre. Elle s'est déclarée en faillite le 23 septembre 2019.
La société comptait environ 2 600 agences de voyages, 33 voyagistes, une présence à travers 15 pays dans le monde et 89 avions.

## Histoire

### Création de l'entreprise
Thomas Cook est né le 22 novembre 1808 à Melbourne dans le Derbyshire. Le transporteur organise le 5 juillet 1841 un voyage en train de Leicester à Loughborough pour 500 voyageurs qui participent à un rassemblement de la Ligue de tempérance britannique.
L'histoire du voyage organisé commence : Thomas Cook organise en 1845 les premiers voyages vers Liverpool et en 1855 les premiers voyages à travers l'Europe pour les touristes britanniques. Au départ de Londres, l'itinéraire passe par Bruxelles, Cologne, Heidelberg, Baden-Baden, Strasbourg, Paris, Le Havre, Lille ou Dieppe. À l'âge de 30 ans, en 1864, John Mason Cook rejoint son père dans les affaires. Il s'occupe en 1866 du premier voyage en Amérique. En 1868, Thomas Cook introduit un ingrédient important pour tout voyage organisé : les coupons hôtel.
En 1869 est organisée la première croisière sur le Nil à bord d'un bateau à vapeur. D'autres voyages cette année mènent en Palestine et à Suez pour l'inauguration du canal. Dans les années 1870, l'entreprise crée le tout premier propres agences de voyages à Bruxelles, Cologne, Vienne et plus tard en 1881 à Paris. L'entreprise « Thomas Cook & Son » est fondée en 1871, avec John Mason Cook comme partenaire officiel. En raison de la forte demande en croisières sur le canal de Suez vers l'est, Thomas Cook ouvre une agence au Caire. Le premier tour du monde, durant lequel près de 40 000 kilomètres sont parcourus, commence le 26 septembre 1872 à Liverpool et dure 222 jours.
En 1874 à New York, Thomas Cook introduit un autre outil important pour le tourisme : la lettre de crédit de voyages Thomas Cook, ancêtre du chèque de voyages. John Mason Cook parie sur l'internationalisation de l'entreprise familiale : il diffuse à partir de 1879 « The Excursionist », catalogue inventé en 1851 par son père. Il peut ainsi informer sur ses offres des clients en France, Allemagne, Inde, Australie, Asie, Amérique et au Moyen-Orient. La même année, Thomas Cook se retire des affaires. Son fils devient seul responsable de l'entreprise.
Thomas Cook meurt le 18 juillet 1892 à l'âge de 83 ans, suivi en 1899 de John Mason Cook. Après sa mort, ce sont ses fils, Frank Henry, Ernest Edward et Thomas Albert qui se chargent de la gestion de l'entreprise.
En février 2007, il est annoncé que Thomas Cook AG et My Travel Group plc doivent fusionner. Les entreprises prévoient alors de réaliser des économies de plus de 75 millions de livres sterling par an, à la suite de l'intégration. Aux termes de la fusion, les propriétaires de Thomas Cook AG, KarstadtQuelle (plus tard Arcandor), détiennent 52 % du nouveau groupe ; les actionnaires de My Travel Group les 48 % restants.

### Leader mondial Thomas Cook & Son
En 1900, Thomas Cook & Son devient leader mondial dans la branche touristique. En 1919, l'entreprise vend les premiers billets d'avions.
C'est l'agence Thomas Cook and Son qui a vendu les billets pour la traversée vers New York à bord du Titanic en 1912[réf. nécessaire].
Frank Henry et Ernest Edward vendent l'entreprise en 1928 au seul concurrent international : la Compagnie Internationale des Wagons-Lits et des Grands Express Européens, Paris et Bruxelles.
Après la Seconde Guerre mondiale, en 1948 Thomas Cook & Son est nationalisée et intégrée à l'entreprise des chemins de fer British Railways sous la holding British Transport Holding Company. Ce n'est qu'en 1972 que l'entreprise redevient une entreprise privée, détenue par un consortium autour de la Midland Bank, Trust House Forte et l'Automobile Association. En 1977, la Midland Bank devient le seul propriétaire de Thomas Cook & Son. Thomas Cook acquiert en 1990 la bourse des devises de la Deak International Inc. et devient le plus grand cambiste mondial.
En 1992, la banque Westdeutsche Landesbank (WestLB) et la compagnie aérienne LTU absorbent Thomas Cook. Deux ans plus tard, la société acquiert la société Interpayment Services Ltd., la filiale des chèques de voyage (Travellers Cheques) de la Barclays Bank, et devient le plus grand fournisseur de chèques de voyage hors des États-Unis d'Amérique. La filiale de voyages d'affaires est vendue à American Express. En 1995, la WestLB rachète les 10 % de parts de la LTU dans Thomas Cook pour devenir seul propriétaire de l'entreprise.
La même année, Thomas Cook lance son site web sur Internet : Thomas Cook est la première entreprise touristique britannique à proposer en ligne des voyages, des chèques de voyage, des devises, des guides de voyages et des demandes de réservation de siège pour les vols. En 1996 Thomas Cook acquiert Sunworld, le cinquième plus important voyagiste de séjour court en Grande-Bretagne et en Irlande et Time Off, le spécialiste de voyage dans les villes européennes. Sunworld rachète en 1998 la société Flying Colours Leisure Group, avec sa compagnie aérienne Flying Colours et les marques Sunset ainsi que Club 18-30.
L'entreprise fonde alors le département Global Services, qui vise à offrir des services à travers le monde aux touristes et voyageurs d'affaires. En 1999 est créée la marque ombrelle JMC (John Mason Cook), qui comprend les marques Sunworld, Sunset, Flying Colours, Inspirations et Caledonian Airways et devient le troisième voyagiste britannique. La Preussag acquiert la même année 24,9 % des actions de Thomas-Cook. L'Union européenne accepte la fusion de Thomas Cook et de Carlson Companies Inc. (la filiale britannique de Carlson Leisure Group).
En 2001, la société touristique Thomas Cook Holdings Ltd. est rachetée par C&N Touristic.

### Neckermann Reisen
Josef Neckermann a élargi la palette d'offre de son entreprise de vente par correspondance Neckermann Versand en 1962 avec la création de Urlaubsreisen für Jedermann (Voyages de vacance pour tous). Pour cela, il proposa à partir de 1963 en coopération avec l'entreprise suisse Hotelplan des séjours avec vols. Le premier catalogue de six pages fut ajouté comme encart au catalogue par correspondance. Pour développer son département touristique, il créa deux ans plus tard la filiale Neckermann und Reisen GmbH & Co (NUR).
En 1976-77, le groupe Karstadt acquiert la majorité du groupe Neckermann, ainsi que sa filiale touristique NUR, qui se trouvait en difficulté. Les voyages de NUR seront par la suite vendus dans les magasins Karstadt. En 1978-79, NUR devient le leader des voyages lointains : environ 21 000 touristes voyagent en Extrême-Orient. En Belgique, la filiale Neckermann Vliegreizen est créée la même année.
Karstadt rachète la totalité de NUR et Neckermann und Reisen devient NUR Touristic. En 1984, NUR Touristic revend sa participation à Neckermann Österreich(Autriche). En 1986, NUR Touristic obtient ses meilleurs résultats jusque-là : le nombre de voyageurs augmente de 17,5 % pour dépasser le million, et le chiffre d’affaires est de 1,43 milliard DEM.
En 1988, NUR Touristic présente, lors de la première conférence de presse de Neckermann en République démocratique allemande, le catalogue spécial Für Reisebüros in der DDR (pour les agences de voyages en RDA). Dès la première année de la réunification, NUR ouvre 14 agences dans les nouveaux Länder.
En octobre 1990, la première pierre du nouveau siège  de NUR est posée à Oberursel im Taunus, et le centre est inauguré le 15 mai 1992. En 1991, NUR reprend une participation dans Neckermann Österreich (Autriche) (49 % de celle-ci sont rachetés par le Konzern suisse Kuoni) et rachète le voyagiste allemand Paneuropa Reisen, ainsi que le plus grand de Belgique, Sunsnacks.
NUR acquiert ensuite en 1994 un autre voyagiste allemand Bucher Reisen GmbH. Il transporte pour l'année 1994 3,4 millions de passagers pour un chiffre d’affaires 3,51 milliards DM. Il devient le plus grand opérateur belge, en rachetant All Air, leader national pour les voyages en voiture et de sports d'hiver. Une nouvelle marque de bureau franchisé, Holiday Land est créée. Pour l'année 1995, 3,95 millions de passagers sont transportés, pour un chiffre d’affaires 4,09 milliards DM.
En 1996, NUR s'étend en Europe de l'Est en fondant Neckermann Polska (Pologne). Cette année est un grand succès pour NUR, réalisant 4,85 milliards DM de chiffre d’affaires avec 4,89 millions de passagers.
En 1997, l'entreprise est intégrée au grand groupe de tourisme, C&N Touristic AG.

### Thomas Cook de 1997 à 2010
En 1997 Lufthansa et Karstadt conviennent d'associer à l'avenir leurs activités dans le tourisme au sein d'une holding commune. Pour cela, les entreprises fondent le 1er novembre C&N Touristic . Avec la gestion en commun de NUR Touristic GmbH et de la compagnie aérienne Condor GMBH, les bases d'un groupe de tourisme intégré de taille européenne sont fondées. Les deux sociétés détiennent 50 % du groupe. NUR Touristik appartenait à 90 % à C&N Touristik et pour 10 % directement à Karstadt, idem pour Condor détenue à 90 % par C&N Touristik et pour 10 % directement par Lufthansa. C&N Touristic couvre plusieurs étapes de la création de valeur en tant qu'organisateur de séjours, transporteur aérien, propriétaire de chaînes d'hôtels et d'agences de voyages et se trouve en concurrence directe avec TUI.
En juillet 2000, le groupe prend le contrôle complet de l'activité française de tourisme de l'agence de voyages Havas Voyages, alors leader en France avec une part de marché de plus de 20 %, et devient ainsi le premier groupe de tourisme intégré en Europe avec une présence sur le marché français. À la fin de l'année commerciale 1999/2000, le groupe touristique nouvellement créé affiche son premier bilan positif : 10,9 millions de passagers ont voyagé avec la marque C&N Touristic , le chiffre d’affaires s’élève à 9,7 milliards de Marks.
L’année suivante, le groupe C&N Touristic reprend le holding touristique britannique Thomas Cook Ltd et devient le deuxième groupe touristique en Europe et le numéro trois mondial. Du groupe C&N Touristic est créé le groupe Thomas Cook : en vue d'un positionnement pan européen du consortium de tourisme, C&N Touristic devient Thomas Cook fin juin 2001.
En décembre 2001, la compagnie aérienne Thomas Cook Airlines Belgique est fondée comme filiale à 100 % de Thomas Cook. Thomas Cook connait en cette fin d’année 2000 / 2001 un retour à une année touristique positive : dans l’ensemble, 14,1 millions de passagers ont réservé leur voyage sous la marque Thomas Cook. Le groupe enregistre un chiffre d’affaires de 7,9 milliards d’euros.
En 2002, Thomas Cook est implanté en tant que marque touristique internationale : l’objectif est atteint pour le deuxième groupe touristique européen dans le cadre du développement de sa stratégie de marque internationale. La marque Thomas Cook, jusque là celle d’une industrie de services, existe désormais sur tous les marchés et à tous les niveaux de la chaîne d’exploitation touristique. Cela signifie que Thomas Cook est introduit en Allemagne en tant que voyagiste, et que les agences de voyages deviennent porteuses de son image sous un nouveau design.
L’administration centrale de l’ancien NUR Touristic à Oberursel est aujourd’hui le siège de Thomas Cook et du voyagiste TC Touristic, auquel Thomas Cook participe à hauteur de 90 % et Karstadt Quelle à hauteur de 10 %.
Le 22 septembre 2005, 75,1 % des parts sociales du groupe Aldiana sont vendues au groupe espagnol Santana Cazorla.
Le 22 décembre 2006, le groupe Lufthansa annonce le transfert 50 % de ses parts de Thomas Cook à KarstadtQuelle pour 800 millions d’euros environ. Il est convenu en même temps que la part du capital du consortium de Lufthansa à Condor soit augmentée de 10 à 24,9 %, et que le consortium de Lufthansa reçoive, en outre, les parts de Condor de la compagnie de charters turc Sun Express. KarstadtQuelle pourra reprendre au bout de deux ans après la fermeture du contrat de vente la part de 24,9 % du consortium de Lufthansa à Condor (Call-option).
À son tour le consortium de Lufthansa a une Put-option sur la part du capital de KarstadtQuelle (75,1 %). Si les deux entreprises n'utilisent pas leurs options, le consortium de Lufthansa bénéficie d’un droit de préemption sur les parts de Thomas Cook appartenant à Condor. Avec ce réglage de parts, les droits de départ et de pays (Slot) sont garantis par Condor hors Europe également, en particulier pour le consortium de Lufthansa, et un rachat en grande quantité par des investisseurs étrangers peut avant tout être évité.
Durant l'été 2008, Thomas Cook rachète Jet tours au Club Med, alors en difficulté.

### Années 2010 et faillite
Le 22 novembre 2011, l'action Thomas Cook perd 75,19 % de sa valeur en bourse, ce qui porte à 95 % la baisse du cours depuis le début de l'année 2011. En cause, un report de la publication des résultats de l'entreprise du fait de discussions avec les banques créancières. L'entreprise a déjà lancé trois avertissements sur résultats depuis le début de l'année 2011 et connu le départ de son directeur général en août 2011.
Depuis les années 2010, Thomas Cook souffre de plusieurs maux : des dettes héritées de sa fusion « malavisée », en 2007, avec son concurrent britannique My Travel, un groupe qui était déjà chroniquement dans le rouge, la concurrence du numérique en général et des sites Internet de voyage à bas prix (l'entreprise ne s'étant jamais réellement adaptée au numérique), un intérêt déclinant pour les voyages à forfait, le coût d'exploitation d'une compagnie aérienne, une décision que de nombreux experts ont désigné comme étant la principale source des problèmes de la société. Enfin, alors que l'entreprise se débattait avec ses dettes, Peter Fankhauser, le directeur de la société, et les autres dirigeants recevaient « des millions de livres sterling de bonus, de salaire et d’autres avantages ». De plus, le Brexit inquiète une partie des Britanniques, ce qui les dissuade de faire du tourisme, même si le poids du Brexit dans les problèmes de Thomas Cook a tendance à être surestimé.
Au premier semestre 2019, l'entreprise déclare une perte de plus de 1,5 milliard de livres, sur un chiffre d'affaires de plus de 10 milliards. Dans la semaine du 16 au 22 septembre, des créanciers lui ont demandé de trouver 200 millions de livres de financements supplémentaires pour qu'un plan de sauvetage déjà accepté de 900 millions de livres et mené par le chinois Fosun International, premier actionnaire, soit validé. Le plan reste simple et l'ensemble des parties devraient être gagnantes : Fosun, par ailleurs déjà propriétaire du Club Med, récupère les trois quarts de l'entreprise et les créanciers les trois quarts de la compagnie aérienne destinée à être revendue pour se rembourser. Des négociations sont menées tout le week-end du 21-22 septembre, mais l’entreprise fait faillite, n’ayant pas réussi à trouver les plus de 200 millions de livres d’argent frais, ; ces banques créancières sont donc accusés de l'échec du plan de reprise engagé par Fosun.
Au moment de sa faillite, Thomas Cook est le plus vieux voyagiste encore en activité au monde. Il compte alors 22 000 employés. En France, ce sont alors 430 agences dont environ 60 % de franchisés.
La faillite de Thomas Cook force les autorités de différents pays à rapatrier plus de 600 000 vacanciers dans le monde. Pour le seul Royaume-Uni, il y a plus de 150 000 touristes à rapatrier, ce qui force le gouvernement britannique et l'Autorité de l'aviation à lancer la plus grande opération de l'histoire de rapatriement de civils en temps de paix, surnommée « Opération Matterhorn » (en référence à une campagne de bombardements américains de la Seconde Guerre mondiale). La faillite entraîne également un nombre important d'impayés pour les tours-opérateurs commercialisés par le réseau.
Le 27 septembre 2019, Thomas Cook France, la filiale française du voyagiste britannique, se déclare en cessation de paiement auprès du tribunal de commerce de Nanterre. La filiale devrait être placée dès la semaine suivante en redressement judiciaire. En octobre 2019, Hays Travel (en) annonce la reprise de 555 agences britanniques de Thomas Cook ainsi que 2 500 emplois. Peu après et malgré des négociations avortées fin septembre, Fosun achète finalement la marque Thomas Cook en pleine liquidation d'actifs, pour un montant de 13 millions d'euros.
Fin novembre 2019, la filiale française de Thomas Cook fait état de 12 offres partielles de reprise. Si elles étaient toutes retenues, elles permettraient[Passage à actualiser] de sauver au total 149 agences et 350 salariés, soit la moitié des effectifs concernés par la faillite de l'entreprise,.
En parallèle, Galeria Karstadt Kaufhof annonce la reprise de 106 agences de voyages Thomas Cook en Allemagne.

## Actionnaires
| Nom                                   | Actions     | %     |
| Guo Guangchang                        | 230 658 063 | 15,0% |
| Invesco Asset Management              | 230 443 555 | 15,0% |
| Standard Life Investments             | 94 450 552  | 6,15% |
| Marathon Asset Management (en)        | 77 257 909  | 5,03% |
| Orbis Investment Management (en)      | 76 633 091  | 4,99% |
| Capital Guardian Trust                | 76 406 697  | 4,97% |
| BlackRock Investment Management       | 59 392 293  | 3,87% |
| Jupiter Asset Management              | 53 978 121  | 3,51% |
| Norges Bank Investment Management     | 37 829 000  | 2,46% |
| Legal & General Investment Management | 31 569 686  | 2,06% |

Liste au 30 juillet 2019.

## Logo
En octobre 2013, Thomas Cook révèle son nouveau logo, comprenant un « cœur ensoleillé ».

Logo de 1974 à 1989.
Logo de 1989 à 2001.
Logo de 2001 à octobre 2013.
Logo de octobre 2013 à septembre 2019.